# Angela Maria Caterina d'Este
Angela Maria Caterina d'Este (1º marzo 1656 – Bologna, 16 luglio 1722) fu una principessa di Modena e Reggio, e per matrimonio principessa di Carignano come moglie di Emanuele Filiberto di Savoia.

## Biografia
Figlia del generale Borso d'Este e della moglie Ippolita d'Este, figlia naturale del Principe Luigi I d’Este, Marchese di Scandiano e Montecchio.
Il padre e la madre erano reciprocamente zio e nipote.
Maria Caterina, in qualità di membro della Casa d'Este, era una principessa di Modena e Reggio per nascita; lo zio paterno (al contempo anche avo da parte di madre) fu il capostipite del ramo cadetto degli Este di Scandiano.

### Matrimonio
Il 10 novembre 1684, Maria Caterina, sposò Emanuele Filiberto di Savoia, II Principe di Carignano. Il matrimonio venne ostacolato dalla Francia, allora sotto il dominio di Luigi XIV, che voleva imporre all'esponente della signoria sabauda le nozze con una principessa francese.
Una cerimonia per procura si svolse a Modena dove il fratello celibe di Caterina, Cesare Ignazio d'Este, prese il posto dello sposo; un'altra cerimonia privata si tenne al Castello di Racconigi, residenza estiva dei Principi di Carignano.
Dopo le nozze, gli sposi vissero per qualche tempo in esilio a Bologna, in conseguenza dell'ostilità francese al loro matrimonio. Solo nel giugno del 1685, ricevuto il perdono da parte di Luigi XIV, poterono rientrare a Torino; la loro residenza in città era il palazzo Carignano.

### Morte
Suo marito morì nel 1709 rendendo Maria Caterina principessa vedova di Carignano. Il suo unico figlio superstite Vittorio Amedeo successe al padre come principe di Carignano. Morì all'età di 66 anni e venne sepolta presso la vecchia Chiesa della Chiarine a Bologna, oggi conosciuta come Chiesa dei Santi Filippo e Giacomo delle Convertite.

## Discendenza
Maria Caterina ed Emanuele Filiberto ebbero quattro figli:
1. Maria Isabella di Savoia (14 marzo 1687 - 2 maggio 1767);
2. Maria Vittoria di Savoia (12 febbraio 1688 - 18 maggio 1763);
3. Vittorio Amedeo di Savoia,  principe di Carignano (1º marzo 1690 - 4 aprile 1741);
4. Tommaso Gaetano Filippo di Savoia (10 maggio 1696 - 12 settembre 1715).

## Titoli
- 1º marzo 1656 - 10 novembre 1684: Sua Altezza Maria Caterina d'Este, principessa di Modena
- 10 novembre 1684 - 21 aprile 1709: Sua Altezza la Principessa di Carignano
- 21 aprile 1709 - 16 luglio 1722: Sua Altezza la Principessa vedova di Carignano

## Ascendenza
|                              |               |                     | Genitori                       |  |  | Nonni |  |  | Bisnonni       |  |  | Trisnonni        |  |
|                              |               |                     |                                |  |  |       |  |  | Alfonso d'Este |  |  | Alfonso I d'Este |  |
|                              |               |                     |                                |  |  |       |  |  | Alfonso d'Este |  |  | Alfonso I d'Este |  |
|                              |               | Laura Dianti        |                                |  |  |       |  |  | Alfonso d'Este |  |  |                  |  |
| Cesare d'Este                |               |                     |                                |  |  |       |  |  | Alfonso d'Este |  |  |                  |  |
|                              |               | Giulia Della Rovere | Francesco Maria I Della Rovere |  |  |       |  |  |                |  |  |                  |  |
|                              |               | Giulia Della Rovere | Francesco Maria I Della Rovere |  |  |       |  |  |                |  |  |                  |  |
|                              |               | Giulia Della Rovere | Eleonora Gonzaga Della Rovere  |  |  |       |  |  |                |  |  |                  |  |
| Borso d'Este                 |               | Giulia Della Rovere |                                |  |  |       |  |  |                |  |  |                  |  |
|                              |               | Cosimo I de' Medici | Giovanni dalle Bande Nere      |  |  |       |  |  |                |  |  |                  |  |
|                              |               | Cosimo I de' Medici | Giovanni dalle Bande Nere      |  |  |       |  |  |                |  |  |                  |  |
|                              |               | Cosimo I de' Medici | Maria Salviati                 |  |  |       |  |  |                |  |  |                  |  |
| Virginia de' Medici          |               | Cosimo I de' Medici |                                |  |  |       |  |  |                |  |  |                  |  |
|                              |               | Camilla Martelli    | Antonio Martelli               |  |  |       |  |  |                |  |  |                  |  |
|                              |               | Camilla Martelli    | Antonio Martelli               |  |  |       |  |  |                |  |  |                  |  |
|                              |               | Camilla Martelli    | Fiammetta Soderini             |  |  |       |  |  |                |  |  |                  |  |
| Angela Maria Caterina d'Este |               | Camilla Martelli    |                                |  |  |       |  |  |                |  |  |                  |  |
|                              | Cesare d'Este | Alfonso d'Este      |                                |  |  |       |  |  |                |  |  |                  |  |
|                              | Cesare d'Este | Alfonso d'Este      |                                |  |  |       |  |  |                |  |  |                  |  |
|                              | Cesare d'Este | Giulia Della Rovere |                                |  |  |       |  |  |                |  |  |                  |  |
| Luigi I d'Este               | Cesare d'Este |                     |                                |  |  |       |  |  |                |  |  |                  |  |
|                              |               | Virginia de' Medici | Cosimo I de' Medici            |  |  |       |  |  |                |  |  |                  |  |
|                              |               | Virginia de' Medici | Cosimo I de' Medici            |  |  |       |  |  |                |  |  |                  |  |
|                              |               | Virginia de' Medici | Camilla Martelli               |  |  |       |  |  |                |  |  |                  |  |
| Ippolita d'Este              |               | Virginia de' Medici |                                |  |  |       |  |  |                |  |  |                  |  |
|                              |               | …                   | …                              |  |  |       |  |  |                |  |  |                  |  |
|                              |               | …                   | …                              |  |  |       |  |  |                |  |  |                  |  |
|                              |               | …                   | …                              |  |  |       |  |  |                |  |  |                  |  |
| …                            |               | …                   |                                |  |  |       |  |  |                |  |  |                  |  |
|                              |               | …                   | …                              |  |  |       |  |  |                |  |  |                  |  |
|                              |               | …                   | …                              |  |  |       |  |  |                |  |  |                  |  |
|                              |               | …                   | …                              |  |  |       |  |  |                |  |  |                  |  |
|                              |               | …                   |                                |  |  |       |  |  |                |  |  |                  |  |